# Newton Horace Winchell
Newton Horace Winchell (Northeast, 17 dicembre 1839 – Minneapolis, 2 maggio 1914) è stato un geologo statunitense.

## Biografia
Fratello di Alexander, ha studiato tra il Connecticut e il Michigan, laureandosi all'Università del Michigan. Successivamente ha compiuto studi stratigrafici tra l'Ohio e il Nuovo Messico. Negli anni Settanta del XIX secolo ha insegnato geologia, zoologia e botanica presso l'Università del Minnesota, dirigendo contemporaneamente, a partire dal 1872, l'Ufficio di storia naturale e geologica del Minnesota. 
Nel 1874, prendendo parte alla spedizione del generale Custer a Black Hills, in Sud Dakota, ha redatto la prima carta geologica dell'area. Ha partecipato anche a tre diverse spedizioni scientifiche a Kensington, dove ha convalidato l'autenticità della "Kensington Runestone", un'enorme pietra runica.
Autore di oltre 300 pubblicazioni, ha curato un monumentale Rapporto, in 6 volumi, sulla storia geologica del Minnesota. Ha anche collaborato con suo figlio, il mineralogista Alexander Newton, alla stesura di un importante trattato di cristallografia. 
Nel 1881 ha partecipato alla fondazione della Società Geologica d'America, di cui è stato presidente nel 1902. A lui è intitolata, presso l'Università del Minnesota, la Scuola di Scienze della Terra.